# Hans Alsér

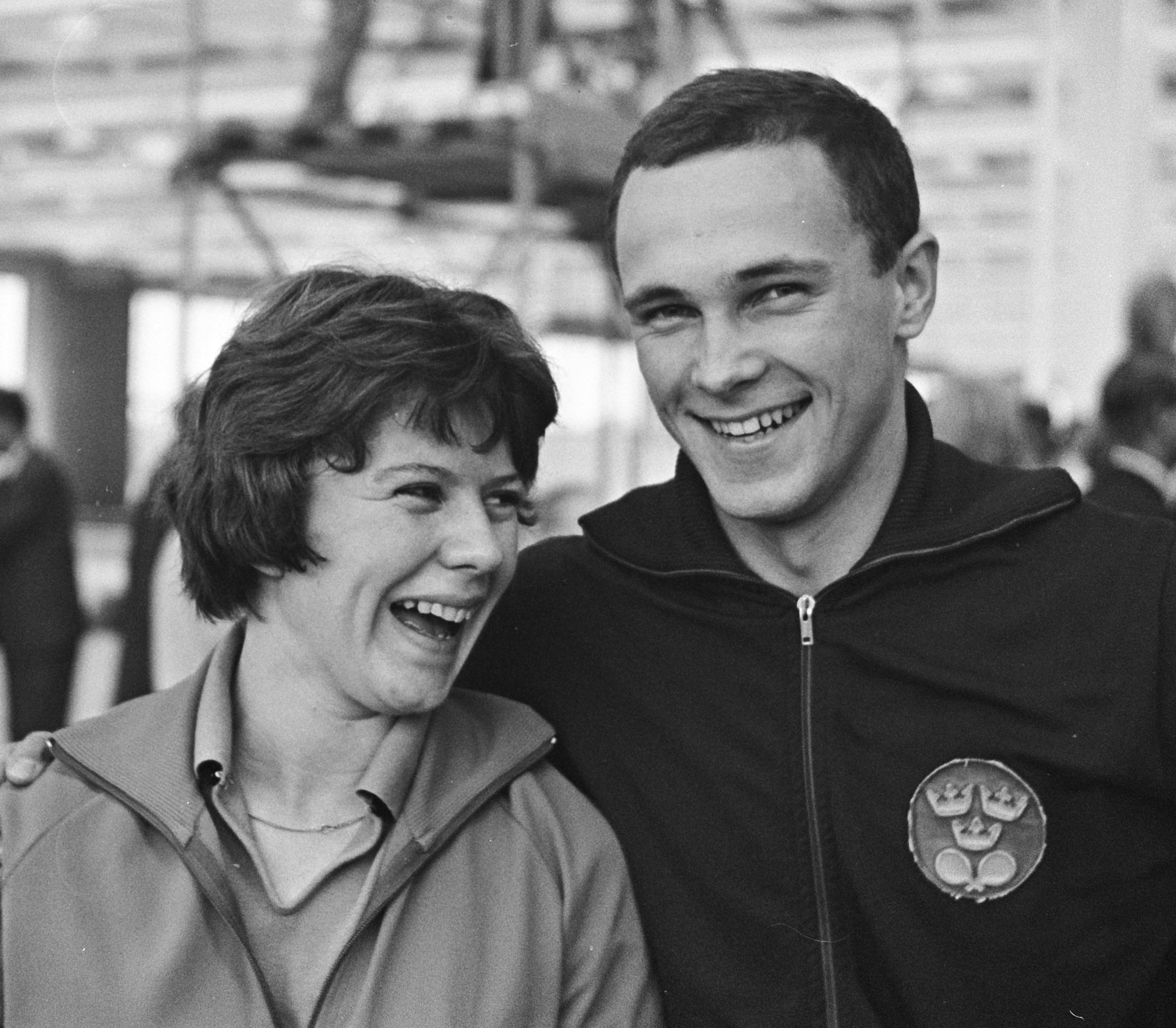
Mary Shannon en Hans Alsér in 1963

Hans Alsér (Borås, 23 januari 1942 - Stockholm, 15 januari 1977) was een Zweeds tafeltennisser. Hij won onder meer twee wereldtitels in het dubbelspel (beide met Kjell Johansson) en twee Europese kampioenschappen enkelspel. De Zweed stierf op 34-jarige leeftijd in een vliegtuigongeluk.

## Sportieve loopbaan
Alsér nam van 1957 tot en met 1971 deel aan acht WK's. Van 1960 tot en met 1970 speelde hij op zes EK's. Voor hij doorbrak bij de senioren, werd hij in 1957 al Europees juniorenkampioen in zowel het enkel- als het dubbelspel. Op de vijf gespeelde edities van de European & Nordic Championships van 1959 tot en met 1971 haalde bij alle finales van zowel de enkel- als dubbelspeltoernooien. Van de individuele finales won Alsér er drie, van de dubbelspelfinales verloor hij er niet een. Zijn beste resultaat op het WK-enkelspel was een kwartfinaleplaats in Praag 1963. Alsér speelde 201 partijen voor de nationale ploeg van Zweden en won er daarvan 148.
Na zijn actieve sportloopbaan werd Alsér bondscoach van Duitsland en later ook van Zweden. De Zweed kwam op 34-jarige leeftijd samen met 21 anderen om bij een vliegtuigongeluk bij luchthaven Stockholm-Bromma.

## Erelijst
Belangrijkste resultaten
- Wereldkampioen dubbelspel 1967 en 1969 (beide met Kjell Johansson)
- Brons WK-landenteams 1963 en 1967 (met Zweden)
- Europese kampioen enkelspel 1962 en 1970
- Europese kampioen dubbelspel 1966. zilver in 1964, 1968 en 1970 (allen met Kjell Johansson)
- Europese kampioen gemengd dubbel 1962 (met Inge Harst)
- Europese kampioen landenteams 1964, 1966, 1968 en 1970